# Samba Diong
Samba Diong (Harfleur, 7 dicembre 1993) è un lottatore francese, specializzato nella lotta greco-romana.

## Biografia
Il padre è stato un lottore senegalese, che praticava la lotta tradizionale.
Si è avvicinato alla lotta a sei anni. All'età di 16 anni ha iniziato a frequentare l'Institut national du sport, de l'expertise et de la performance (Insep).
Ai Giochi del Mediterraneo di Mersin 2013 ha vinto la medaglia d'argento negli 84 chilogrammi, perdendo in finale con il turco Selçuk Çebi.
Ai Campionati del Mediterraneo di Madrid 2015 si è aggiudicato il toreo degli 85 chilogrammi, sconfiggendo in finale lo spagnolo Jesús Gasca.
È stato cinque volte campione di Francia dal 2011 al 2016.

## Palmarès
- Giochi del Mediterraneo

Mersin 2013: oro negli 84 kg.
- Campionati del Mediterraneo

Madrid 2015: oro 85 kg.